# Пахомьево (Московская область)
Пахомьево — деревня в Рузском районе Московской области, входит в состав сельского поселения Ивановское. Население 13 человек на 2006 год. До 2006 года Пахомьево входило в состав Ивановского сельского округа.
Деревня расположена на северо-западе района, примерно в 10 километрах к северу от Рузы, на правом берегу реки Хлынья, высота центра над уровнем моря 203 м. Ближайшие населённые пункты — Иваново на другом берегу реки и Беляная Гора — в 0,8 км на юг.